# Wojciech Nowicki
Wojciech Nowicki, född 22 februari 1989 i Białystok, är en polsk friidrottare (släggkastare).

## Karriär
Nowicki blev olympisk bronsmedaljör i släggkastning vid sommarspelen 2016 i Rio de Janeiro. Vid olympiska sommarspelen 2020 i Tokyo tog Nowicki guld i släggkastning med ett kast på 82,52 meter.
I juli 2022 vid VM i Eugene tog Nowicki silver i slägga efter ett kast på 81,03 meter. Följande månad vid EM i München tog han sitt andra raka EM-guld efter ett kast på världsårsbästat 82,00 meter. I augusti 2023 vid VM i Budapest tog Nowicki sitt andra raka VM-silver i släggkastning.